# 백마의 화
백마의 화(白馬-禍)는 중국 당나라 말기에 주전충이 조정의 관료들을 대량 학살한 사건을 말한다. 백마역의 화(白馬驛-禍)라고도 한다.

## 전개
905년(천우 2년) 7월 5일 양왕 주전충이 심복 이진의 주장을 받아들여 활주 백마역(지금의 허난성 안양시 화현)에서 좌복야 배추·정해군절도사 독고손·좌복야 최원·이부상서 육의·공부상서 왕부·수태보 조숭응·병부시랑 왕찬 등 의관청류(衣冠淸流)라 불리던 관료들을 살해하여 황하에 유기했다.
이진은 함통·건부 연간에 몇 번이고 과거에 응시했으나 모두 낙제하여 문벌을 극도로 증오하고 있었다. 이에 이진은 백마의 화를 일으킨 후 주전충에게 "이와 같은 무리는 청류라고 자칭했지만 황하에 던져져 영원히 탁류가 되었습니다"라고 말했다. 주전충을 이를 듣고 웃었다고 한다.

## 결과
주전충은 삼베를 가르듯 사람을 죽였으며 부하·포로·선비에게 한결같이 잔인한 태도를 보였다. 후량의 모사들의 수준은 이진·경상 등의 실의에 빠진 문인 정도에 불과했고 이로 인해 주전충은 이존욱을 비롯한 여러 군벌을 억압하는 것이 불가능했다.
북송의 구양수는 『신오대사』「양가인전」에서 "양의 악은 극에 달했다. 도적으로서 기의해 당을 멸하기까지 그 유독은 천하에 널리 퍼져 있었다. 천하의 호걸들이 사방팔방에서 일어났고 가슴에 칼을 꽂지 않으려는 자가 없었다"라고 비평했다.
백마의 화 이후 당 조정의 세력은 근본부터 파괴되었다. 정도가 너무 심하여 선비들이 두려워해 관직에 나서지 않자 주전충을 이를 뉘우치며 정적이기도 했던 재상 유찬에게 모든 죄를 뒤집어씌었다. 그 해 말에는 태후인 선목황후가 유찬과 함께 당나라를 부흥시키고자 한다는 무고를 듣고는 둘을 죽여버렸다.
907년(천우 4년) 주전충은 당 애제로부터 선양을 받아 스스로 황제가 된 뒤 국호를 양으로 고쳤다. 이로써 당나라는 백마의 화가 일어난 지 2년 만에 망하고 말았다. 